# Ørbæk
Ørbæk é um município da Dinamarca, localizado na região central, no condado de Fiónia.
O município tem uma área de 138 km² e uma população de 6 886 habitantes, segundo o censo de 2005.